# 阿仕特朗金融
阿仕特朗金融控股有限公司，簡稱阿仕特朗金融控股，以及阿仕特朗金融（英語：Astrum Financial Holdings Limited，港交所：8333），在2005年，由張漢輝（執行董事）於香港（總部）成立「智達資產管理服務有限公司」（「阿仕特朗資本管理有限公司」前身）。
主席為潘稷，業務在香港經營證券、期貨交易、提供資產管理等。
股份在2016年7月14日於香港交易所創業板上市。配售價格為0.6港元，股份發售為2億股，而集資額為5530萬港元，主要用作擴大金融服務行業。

## 外部連結
- astrum-capital.com （页面存档备份，存于）